# Крекінг-установки в Майліао
Крекінг-установки в Майліао – складові нафтохімічного майданчику тайванської Formosa Petrochemicals, розташованого на західному узбережжі острова. Продукують сировину для найбільшого нафтохімічного комплексу Тайваню.
У 1998 році в Майліао стала до ладу перша установка парового крекінгу потужністю по етилену 450 тисяч тонн на рік. За два роки її доповнили другою (1030 тисяч тонн), а в 2007-му ввели в експлуатацію третє піролізне виробництво (1200 тисяч тонн). Крім того, наразі перша установка модернізована до показника у 700 тисяч тонн. Як сировину використовують газовий бензин (naphtha), що дозволяє також продукувати великі об'єми пропілену (1465 тисяч тонн) та бутадієну (451 тисяч тонн). Також до піролізу залучають незначні обсяги пропану (6,8% для установок 1 та 2) та бутану (5,8% для установки 3).
Вироблений етилен використовується різноманітними виробництвами, як то:
- належними самій Formosa Plastics лініями поліетилену низької щільності/етиленвінілацетату, поліетилену високої щільності та лінійного поліетилену низької щільності річною потужністю 240, 350 та 264 тисячі тонн відповідно;
- чотирма лініями моноетиленгліколю компанії Na Ya Plastics Corporation – трьома потужністю по 360 тисяч тонн (одна у спільній власності з China Man-made Fiber Co) та однією з показником 720 тисяч тонн;
- заводом Formosa Plastics з випуску дихлориду етилену (1,65 млн тонн) та мономеру вінілхлориду (800 тисяч тонн);
- двома лініями мономеру вінілацетату загальною потужністю 650 тисяч тонн концерну Dairen Chemical;
- трьома лініями мономеру стирену загальною потужністю 1,2 млн тонн, котрі належать Formosa Chemical & Fibre Corp (FCFC).
Певну частину етилену, а також бутилен (останній отримують із фракції С4 після вилучення бутадієну) споживає установка конверсії олефінів, здатна продукувати 250 тисяч тонн пропілену на рік.
Пропілен потрібен виробництвам поліпропілену компаній FCFC та Formosa Plastics потужністю 565 та 350 тисяч тонн відповідно. Остання також використовує його для продукування акрилонітрилу (280 тисяч тонн), тоді як Formosa Chemicals споживає у технологічному процесі по випуску фенолу (400 тисяч тонн). Na Ya Plastics пропілен, зокрема, потрібен для продукування 2-етилгексанолу (205 тисяч тонн).